# Emerson Royal
Emerson Royal (* 14. Januar 1999 in São Paulo; bürgerlich Emerson Aparecido Leite De Souza Junior) ist ein brasilianischer Fußballspieler, der seit Ende Juli 2025 bei Flamengo Rio de Janeiro unter Vertrag steht.

## Karriere

### Verein
Emerson Royal begann bei AA Ponte Preta mit dem Fußballspielen. In der Série A 2016 saß er erstmals bei den Profis in der Série A auf der Bank, ohne jedoch eingewechselt zu werden. In der Série A 2017 kam er jeweils zwei Mal in der Série A und in der Staatsmeisterschaft von São Paulo zum Einsatz. Nachdem Emerson Royal in der Série A 2018 zu 14 Einsätzen (ein Tor) in der Staatsmeisterschaft von São Paulo zum Einsatz gekommen war, wechselte er im April 2018 zu Atlético Mineiro. Dort kam er anschließend 23 Mal (ein Tor) in der Série A zum Einsatz.
Ende Januar 2019 wechselte Emerson Royal auf Leihbasis bis zum Ende der Saison 2018/19 in die spanische Primera División zu Betis Sevilla. Gleichzeitig gab der FC Barcelona bekannt, ab dem 1. Juli 2019 für 12 Millionen Euro die Transferrechte an Emerson von Atlético Mineiro erworben und ihn mit einem Vertrag mit einer Laufzeit bis zum 30. Juni 2024 ausgestattet zu haben. Medienberichten zufolge war Betis Sevilla jedoch verpflichtet, am 1. Juli 2019 für 6 Millionen Euro die Transferrechte an Emerson zu erwerben. Der FC Barcelona sicherte sich demnach das Recht, ihn für jene 6 Millionen Euro bis 2021 zu sich zu holen. Emerson Royal stieß nach der U20-Südamerikameisterschaft, die vom 17. Januar bis zum 10. Februar 2019 in Chile stattfand, zum Kader von Betis Sevilla und kam erstmals Mitte März 2019 zum Einsatz. Er absolvierte unter dem Cheftrainer Quique Setién bis zum Saisonende 6 Ligaspiele (4-mal in der Startelf). Auch in der Saison 2019/20 stand Emerson Royal im Kader von Betis Sevilla. Unter dem neuen Cheftrainer Rubi konnte er sich in dieser Spielzeit als Stammspieler auf der Rechtsverteidigerposition etablieren und absolvierte 33 Ligaspiele (32-mal von Beginn), in denen er 3 Tore erzielte. Zur Saison 2020/21 übernahm Manuel Pellegrini die Mannschaft. Auch unter ihm war Emerson Royal Stammspieler und absolvierte 34 Ligaspiele (alle von Beginn), in denen er ein Tor erzielte. Die Mannschaft qualifizierte sich als Sechster für die Europa League.
Zur Saison 2021/22 machte der FC Barcelona von seinem Recht Gebrauch und verpflichtete Emerson Royal. Unter dem Cheftrainer Ronald Koeman kam der Rechtsverteidiger zum Saisonbeginn zu 3 Ligaeinsätzen (einmal von Beginn). Ende August 2021 verließ Emerson Royal den FC Barcelona jedoch wieder und wechselte am letzten Tag der Transferperiode für eine Ablösesumme in Höhe von 25 Millionen Euro in die Premier League zu Tottenham Hotspur. 20 Prozent der Ablösesumme, also 5 Millionen Euro, erhielt Betis Sevilla. Bei den Londonern unterschrieb der 22-Jährige einen Vertrag bis zum 30. Juni 2026.
Mitte August 2024 wechselte Emerson Royal nach Italien zur AC Mailand und unterschrieb dort einen Vertrag bis zum 30. Juni 2028. Dort verdrängte er den bisherigen Kapitän Davide Calabria aus der Startelf und etablierte sich schnell im Laufe der Hinrunde als Stammspieler. Anfang Januar 2025 gewann er mit den Rossoneri durch einen Finalsieg gegen Stadtrivalen Inter Mailand den italienischen Superpokal und damit seinen ersten Titel auf Vereinsebene. Zwei Wochen später zog sich Emerson Royal im Champions-League-Spiel gegen den FC Girona eine Wadenverletzung zu und verpasste in Folge der Verletzung den Rest der Saison.
Ende Juli 2025 verließ er Mailand bereits nach einem Jahr und unterschrieb beim brasilianischen Verein Flamengo Rio de Janeiro einen Vertrag bis Dezember 2028.

### Nationalmannschaft
Ende Oktober 2019 wurde Emerson Royal das erste Mal von Nationaltrainer Tite in den Kader der A-Auswahl für die Freundschaftsspiele Ende November gegen Argentinien und Südkorea berufen. Im Spiel gegen Südkorea am 19. November wurde er in der 88. Minute für Renan Lodi eingewechselt.

## Name
Sein Spitzname stammt von der Marke Royal. Diese warb in Brasilien für ein Gelee-Produkt mit einer Werbefigur, die einen großen Mund bzw. ein breites Grinsen hatte. Da Emerson als Kind viel weinte und seinen Mund dabei weit öffnete, nannte ihn seine Tante Royal.

## Erfolge
- Turnier von Toulon: 2019 (Brasilien)
- Italienischer Superpokal: 2024 (AC Mailand)